# Episodi di Sonic Prime (terza stagione)
La terza e ultima stagione della serie animata Sonic Prime, composta da 7 episodi, è stata interamente pubblicata sul servizio di streaming on demand Netflix il 11 gennaio 2024.
| nº | Titolo originale          | Titolo italiano         | Pubblicazione USA | Pubblicazione Italia |
| -- | ------------------------- | ----------------------- | ----------------- | -------------------- |
| 17 | Grim Tidings              | Notizie tetre           | 11 gennaio 2024   | 11 gennaio 2024      |
| 18 | Dome Sweet Dome           | Cupola dolce cupola     | 11 gennaio 2024   | 11 gennaio 2024      |
| 19 | No Escape                 | Nessuna via di fuga     | 11 gennaio 2024   | 11 gennaio 2024      |
| 20 | Nine's Lives              | Le nove vite di Nine    | 11 gennaio 2024   | 11 gennaio 2024      |
| 21 | Home Sick Home            | Casa amara casa         | 11 gennaio 2024   | 11 gennaio 2024      |
| 22 | The Devil Is in the Tails | Il diavolo è nelle code | 11 gennaio 2024   | 11 gennaio 2024      |
| 23 | From the Top              | Da capo                 | 11 gennaio 2024   | 11 gennaio 2024      |

## Notizie tetre
- Titolo originale: Grim Tidings
- Diretto da: Ishi Rudell
- Scritto da: Chris Milan

### Trama
Dopo gli eventi delle prime due stagioni, Tails Nine porta i frammenti nel Tetro per ricostruire il Paradox Prism, che usa per trasformare il Tetro e costruire la propria fortezza come parte del suo paradiso. Ciò inizia a distruggere accidentalmente i Prismamondi, ma Sonic e Shadow riescono a fuggire nel Vuoto proprio mentre il portale d'accesso a Ghost Hill esplode; il Consiglio del Caos fugge a sua volta a New Yoke City. Sonic e Shadow vanno ad affrontare Nine, realizzando che le sue azioni hanno anche causato la rottura del portale del Tetro. Tuttavia, Sonic e Shadow riescono entrambi ad entrare attraverso una fessura sul lato del passaggio. Nine si rifiuta cinicamente di ascoltare le ragioni di Sonic, utilizzando invece l'energia del Prisma per creare il Tetro Sonic Alfa, un altro clone robotico di Sonic. Sonic e Shadow riescono a sottomettere l'avversario, ma Nine crea i cloni del resto degli amici del protagonista, che combattono i due porcospini. Sonic cerca nuovamente di convincere Nine a rendersi conto che il Tetro sta iniziando a decadere e Nine spiega che il Prisma è instabile per via di energia mancante. Capendo che Nine intende prosciugare l'energia dal corpo di Sonic, Shadow genera un tornado per lanciare Sonic nel Vuoto. Nine ordina alla Tetra Birdie (la clone robotica dell'Uccellina) di catturare Sonic, mentre Shadow viene sopraffatto dai robot e sbattuto in una fessura nel terreno.

## Cupola dolce cupola
- Titolo originale: Dome Sweet Dome
- Diretto da: Joel Salaysay
- Scritto da: Patricia Viletto

### Trama
Dopo che Sonic viene buttato fuori dal Tetro da Shadow, riesce a scappare dalla Tetra Birdie Alfa e dai suoi compagni prima di rientrare a New Yoke per ritrovare i rinforzi. Ulteriormente perseguito dalla Tetra Birdie Alfa, i tentativi di Sonic di sfuggire a Nine, che manipola il Prismaverso per mettere in pericolo i civili in modo che Sonic possa stancarsi per salvarli, trovano speranza quando Rebel Rouge, Knucks e gli altri omologhi del Prismaverso si uniscono per combattere. La parte di Sonic, con l'aiuto riluttante del Consiglio del Caos, Sonic e i suoi alleati disabilitano i Tetriani, costringendo la Tetra Birdie Alfa a ritirarsi. Sonic negozia con il Consiglio per dare rifugio ai cittadini di New Yoke, in cambio ricarica lo Shatterdrive della Nave Madre con i suoi poteri potenziati dal Prisma per attivare il campo di forza della fortezza, proteggendoli dagli attacchi di Nine. Mentre Sonic cerca di mediare la pace tra i suoi compagni, Rose la Nera, Sails Tails, Rouge la Stecca e Catfish sono intrappolati su una nave che affonda in un Nessunposto in rapido decadimento.

## Nessuna via di fuga
- Titolo originale: No Escape
- Diretto da: Andrew Duncan e Kiran Sangherra
- Scritto da: Marcus Rinehart

### Trama
Sonic e Rose la Nera scoprono che Rouge la Stecca, Sails Tails e Catfish sono arenati e bloccati sulla loro nave che affonda al Nessun-Posto, mentre Nine, scoprendo anche lui la questione, invia altri cloni della Tetra Birdie nel tentativo di catturare Sonic. Con le omologhe di Amy che si uniscono a lui, Sonic guida una rischiosa missione di salvataggio mentre partono per il Nessun-Posto. Nella battaglia che ne segue, i pirati vengono salvati, ma la nave di Rose la Nera viene abbattuta e quasi si schianta, ma il Dr. Done It viene in loro aiuto, permettendo loro di fuggire dal Nessun-Posto. Una volta che la squadra ritorna a New Yoke, Sonic, dopo qualche consiglio inaspettato da parte dei dittatori di New Yoke, decide di arrendersi a Tails Nine, negoziando che se lo fa, risparmierà gli abitanti, cosa su cui Nine è d'accordo. Sonic si dirige al Tetro mentre affronta Nine, ricordandogli che, nonostante le sue azioni, lo considera ancora suo amico. Prima che Nine possa assorbire l'energia del prisma di Sonic, gli abitanti aprono un portale nella cupola, dal Consiglio del Caos che ha rintracciato Sonic agganciandosi alla sua firma energetica, per assisterlo, mettendo Nine in massima allerta.

## Le nove vite di Nine
- Titolo originale: Nine's Lives
- Diretto da: Ishi Rudell
- Scritto da: Justin Peniston

### Trama
Gli alleati di Sonic si uniscono per combattere al suo fianco. Tails Nine usa il potere del Prisma per creare un esercito di Tetriani e le due forze convergono per uno scontro culminante. All'inizio, Sonic e i suoi alleati sono sul punto di perdere, ma Sails e Mangey prendono un Tetriano distrutto e usano le sue parti per creare una potente bomba, sacrificandosi apparentemente nel mezzo dell'esplosione. Sebbene angosciato, Sonic convince i suoi litigiosi alleati di continuare a lavorare insieme, decidendo di lasciare che Rebel prenda il comando. Organizza un piano; la Ciurma del Kraken e gli Sciacalli si insinueranno nella fortezza di Nine per privarlo del potere del Prisma, mentre il resto della Resistenza e il Consiglio del Caos lo distraggono. Rebel ordina inoltre a Sonic di restare indietro e fornire supporto, poiché Nine sta prendendo di mira esclusivamente lui. Il gruppo inizia a cambiare le cose lavorando insieme e continua a fornire supporto agli altri, con grande confusione e dispiacere di Nine. Ulteriormente infuriato in cui perde la sua sanità mentale, Nine usa più energia del Paradox Prism per evocare la sua più grande creazione: un doppio robotico del Tetro Big!

## Casa amara casa
- Titolo originale: House Sick House
- Diretto da: Kiran Sangherra ed Erik Wiese
- Scritto da: Patricia Viletto

### Trama
Nine scatena il Tetro Big sulla Resistenza, che viene facilmente sopraffatta mentre crea sempre più Tetriani. Sonic viene messo alle strette da un quartetto dei Tetriani mentre viene spinto in un abisso, dove viene salvato da Shadow. Con Shadow che si unisce al combattimento, Sonic continua a fornire assistenza, ma la devastante potenza di fuoco del Tetro Big rende la battaglia finale molto più difficile. Dopo che Nine ha perso gli altri Tetriani a causa della Nave Madre dell'infido Signor Dr. Eggman, il Tetro Big lo attacca, disabilitando i suoi laser. Le omologhe di Amy, unendosi in nome della loro "sorellanza", insieme al Dr. Done It, coprono il supporto aereo mentre il Signor Dr. Eggman ripara i cannoni laser. Tails Nine nota l'arrivo degli Sciacalli e assorbe più energia prismatica per fermarli, indebolendo il Tetro Big e gli altri robot. Il prima che il clone robotico di Big possa attaccare di nuovo, i cannoni prendono la mira e sparano, distruggendo lo stesso robot.

## Il diavolo è nelle code
- Titolo originale: The Devil Is in the Tails
- Diretto da: Kiran Sangherra ed Erik Wiese
- Scritto da: Logan McPherson

### Trama
Con la distruzione del Tetro Big, la squadra si trasferisce nell'immensa fortezza di Tails Nine. Tuttavia, la volpe distrugge la Nave Madre del Signor Dr. Eggman, costringendolo a scappare e abbatte anche la nave del Dr. Done It. Fortunatamente, Sonic formula un piano nonostante il Consiglio del Caos sia arrabbiato con il porcospino blu a causa della perdita del loro trasporto e delle processioni contenute nella Nave Madre. Nine forma in più Tetriani e gli alleati di Sonic vengono sottomessi. Arrabbiato, Sonic intercetta e combatte contro Tails Nine, che usa sempre più potere per sopraffare il protagonista. Mentre cade dalla fortezza, Sonic scopre una nuova abilità nelle sue scarpe tetro: creare appigli e scudi esagonali per proteggersi dagli attacchi di Nine. Il Tetro Big è apparentemente rianimato, ma si scopre che ha il controllo di Sails Tails e Mangey Tails, che sono sopravvissuti alla loro apparente dipartita che raggiungono alla Ciurma del Kraken (ora sotto il nuovo comando dell'affascinante Rose la Nera). Mentre i Tetriani perdono quasi tutto il potere, la Resistenza rivela il loro stratagemma; Sonic aveva pianificato di far credere a Nine di aver vinto per coglierlo alla sprovvista. Mentre Nine diventa sempre più violento, aggressivo e pericoloso a causa dello sforzo eccessivo dell'energia del prisma, gli altri distruggono i Tetro Robot Alfa, disabilitando i Tetriani, mentre Knucks si unisce a Sonic per combattere contro Nine. Con il robot rimanente del Tetro Sonic Alfa per circondare Sonic e Knucks, ma viene interrotto rapidamente da Shadow che lo recupera e lo distrugge. Sonic, rendendosi conto che l'uso eccessivo del potere del prisma da parte di Nine ha quasi distrutto il Prismaverso, ferma Knucks in cui cerca almeno di parlare con Nine, che quest'ultimo lo spinge furiosamente nel portale della fortezza.

## Da capo
- Titolo originale: From the Top
- Diretto da: Kiran Sangherra ed Erik Wiese
- Scritto da: Chris Milan

### Trama
Sonic e Tails Nine cadono nel portale della fortezza e, mentre il porcospino blu cerca di parlare con lui, scopre la sua amaca vicino all'ingresso e si rende conto di non aver apprezzato gli sforzi di Nine per creare una casa per entrambi. Nel frattempo, gli alleati di Sonic e il Consiglio del Caos si fanno strada all'interno, con la cupola che si è rimpicciolita a causa dell'energia dello stesso Paradox Prism. Sonic si scusa con Nine per le sue azioni, costringendolo a cedere e a realizzare l'errore dei suoi modi. Dopo che Sonic lo ha esortato a trovare una soluzione alla questione, Nine suggerisce di prosciugare la scheggia di energia di Sonic per ripristinare il prisma, ma lo avverte che potrebbe cessare di esistere. Nonostante ciò, Sonic è d'accordo, assorbendo l'energia del suo Prisma e distruggendo i reattori sulla sua attrezzatura. Con il Prisma riparato, i malvagi tiranni della città di New Yoke tradiscono gli eroi per prenderlo, ma i loro litigi li portano a combattere tra loro, poiché Sonic sapeva che ciò avrebbe portato la loro vera natura egocentrica ad avere la meglio su di loro, permettendo agli abitanti di bandire e sconfiggere gli scienziati-dittatori nel Vuoto, ponendo fine il loro regno di terrore per sempre. Prima di partire, Tails Nine abbraccia dolcemente Sonic per avergli dato una vita migliore e quindi lo perdona per il suo assurdo comportamento. Con una porta aperta per Green Hill, gli abitanti del Prismaverso si separano da Sonic prima di aiutarlo a raggiungere la porta. A corto di tempo, Shadow trasporta Sonic alla porta prima che svanisca dall'esistenza, riportandoli alla stessa battaglia nella grotta del primo episodio in modo che il protagonista rimediasse il suo errore che ha commesso incautamente. Felice di rivedere i suoi vecchi amici (Tails, Knuckles, Amy e Rouge) e il suo arcinemico (Dr. Eggman), Sonic collabora con loro per sconfiggere lo scienziato prima che arrivi Shadow e si teletrasporta se stesso, insieme con il cristallo, in un luogo sconosciuto, sventando il malvagio complotto del Dr. Eggman. Più tardi, mentre Sonic si prepara un delizioso picnic con i suoi amici (tutti compresi Big, Birdie e Froggy) e cerca di raccontare le sue incredibili avventure nel Prismaverso dopo che Tails lo ha chiesto in modo confuso per il suo strano comportamento entusiasmato dall'emozione, ma si verifica una grande onda d'urto, che manda nuovamente il nostro eroe con i suoi amici in battaglia fino alle prossime avventure.